# 4550 Ройкларке
4550 Ройкларке (4550 Royclarke) — астероїд головного поясу, відкритий 24 квітня 1977 року.
Тіссеранів параметр щодо Юпітера — 3,182.